# Кай Лоренц фон Брокдорф
Кай Лоренц фон Брокдорф (на немски: Cay Lorenz von Brockdorff; * 26 януари 1766 в рицарското имение Клайн Нордзее; † 18 май 1840 в Хамбург) е от 1838 г. граф на Брокдорф, датски и шлезвиг-холщайнски юрист и държавник. Той е последният датски канцлер в Шлезвиг-Холщайн и също президент на главните съдилища в страната.
Той е син на барон Ханс Шак фон Брокдорф (1729 – 1776) и съпругата му баронеса Фредерика Анна София Шак (1741 – 1787), дъщеря на граф Ото Дидрик Шак Шакенборг (1710 – 1741). Внук е на граф Кристиан Фридрих фон Брокдорф (1679 – 1750) и Улрика Елеонора фон Фьолкерсам (1695 – 1733).
Той следва право в университетите в Кил и Гьотинген. През 1789 г. той става съветник в главния съд в Шлезвиг и 1795 г. член на Германската канцелария в Копенхаген. През 1802 г. той става канцлер за Шлезвиг-Холщайн за 32 години. От 1819 до 1834 г. той е куратор на университет Кил. През 1834 г. той е първият президент на новооснования Обер-апелацион-съд за херцогствата Шлезвиг, Холщайн и Лауенбург.
На 30 март 1838 г. Кай Лоренц фон Брокдорф в Копенхаген е издигнат на наследствен датски граф. През 1839 г. той става рицар на „Ордена на Слона“.

## Фамилия
Кай Лоренц фон Брокдорф се жени на 15 май 1800 г. в Копенхаген за Берта фон Рабен (* 23 октомври 1780, Копенхаген; † 1 юли 1831 вер. в Киел). Те имат децата:
- Шарлота Доротея (* 22 юли 1801, Копенхаген), в манастир в Прец
- Ернестина София Фридерика (* 26 май 1803, Глюкщат; † 1872), в манастир в Прец
- Ханс Адолф граф фон Брокдорф (* 7 април 1805, Глуикщат; † 1 юли 1870), датски камерхер и съветник, женен I. 1840 г. за Луиза Каролина Кристиана фон Бухвалд († 1850), II. 1854 г. за фрайин Емма фон Щерненфелс (1826 – 1855),
- Георгина Луиза (* 27 ноември 1807, Глюкщат)
- Елеонора Мария (* 15 юли 1810, Борстел), манастирска дама в манастир Итцехое
- Каролина Амалия (* 10 март 1815; † 13 март 1831)
- Конрад Фридрих Готлиб граф фон Брокдорф-Алефелд (* 17 юли 1823, Борстел; † 15 май 1909, Ашеберг), през 1837 г. е осиновен от граф фон Алефелд